# Nöbbelesjön (Nävelsjö socken, Småland)
Nöbbelesjön är en sjö i Vetlanda kommun i Småland och ingår i Emåns huvudavrinningsområde. Sjön är 3,5 meter djup, har en yta på 0,0662 kvadratkilometer och befinner sig 233 meter över havet.

## Delavrinningsområde
Nöbbelesjön ingår i det delavrinningsområde (636536-144215) som SMHI kallar för Mynnar i Emån. Medelhöjden är 229 meter över havet och ytan är 31,52 kvadratkilometer. Räknas de 11 delavrinningsområdena uppströms in blir den ackumulerade arean 174,75 kvadratkilometer. Emån som avvattnar avrinningsområdet har biflödesordning 3, vilket innebär att vattnet flödar genom totalt 3 vattendrag innan det når havet efter 181 kilometer. Delavrinningsområdet består mestadels av skog (51 procent), öppen mark (13 procent) och jordbruk (31 procent). Avrinningsområdet har 0,17 kvadratkilometer vattenytor vilket ger det en sjöprocent på 0,5 procent.